# Габровлє
Габровлє (словен. Gabrovlje) — поселення в общині Словенське Коніце, Савинський регіон, Словенія. Висота над рівнем моря: 374,6 м.